# Reggiane Re.2005
Reggiane Re.2005  (італ. Reggiane 2005 Sagittario) — одномісний італійський винищувач заключного періоду Другой світової війни. Поряд із винищувачами Macchi C.205 і Fiat G.55 , Re.2005 входив у винищувальну «Серію 5», що розроблялася під використання імпортного двигуна Daimler-Benz DB 605. Серійне виробництво літака тривало з квітня до вересня 1943 року. Усього випущено 32 літаки. У деяких джерелах сказано, що було побудовано 36-37 винищувачів, проте ця помилка пов'язана зі зміною німцями номерів 4 побудованих літаків.

## Оператори
- Люфтваффе
- ВПС Італії